# Existential Dance Music
Existential Dance Music é o terceiro álbum de estúdio do produtor musical neerlandês San Holo, lançado em 15 de setembro de 2023 através da Helix Records.
San Holo lançou o single "All The Highs" em 16 de setembro de 2022. Outro single, "Don't Look Down", com Lizzy Land, foi lançado em 27 de janeiro de 2023. No dia 2 de junho de 2023, San Holo anunciou seu terceiro álbum de estúdio, Existential Dance Music, com os dois singles supracitados fazendo parte do álbum. No mesmo dia, o single "Bring Back the Color", com Aurora, foi lançado. Onze dias depois, San Holo anunciou uma turnê estadunidense para promover o álbum, que começou em 27 de setembro. O quarto single, "Tiny Flowers", foi lançado em 7 de julho de 2023. O quinto, "No Place is Too Far", com Whethan e Selah Sol, foi lançado em 18 de agosto de 2023. O álbum foi lançado em 15 de setembro de 2023.